# Glenn Hughes
Ne doit pas être confondu avec Glenn Hughes (Village People).
Glenn Hughes né le 21 août 1951 à Cannock dans le comté de Staffordshire, est un bassiste et chanteur britannique. Il se fait tout d’abord connaître au sein du groupe Trapeze puis surtout comme membre de Deep Purple qu'il rejoint en septembre 1973 dans le cadre de la Mark III, puis dans la Mark IV, succédant à Roger Glover à la basse qui reprend finalement sa place lors de la tournée de reformation de 1984.
Hughes est ensuite brièvement chanteur de Black Sabbath, succédant à Ian Gillan, ancien chanteur de Deep Purple, puis participe en 1985 comme bassiste à l'album Run For Cover de Gary Moore en alternance avec Phil Lynott.
Sa carrière solo ne se poursuit que 15 ans plus tard au début des années 2000, avec notamment des albums réalisés avec Tony Iommi, le guitariste de Black Sabbath.
En 2010, Glenn Hughes crée un supergroupe nommé Black Country Communion, en compagnie de Joe Bonamassa (guitare), Derek Sherinian (claviers) et Jason Bonham (batterie), fils de John, le batteur de Led Zeppelin.
Il publie son autobiographie en 2011, titrée « Glenn Hughes - From Deep Purple to Black Country Communion », dans laquelle il raconte en détail comment il est devenu cocaïnomane dans les années 70 et a connu la rémission près de vingt ans plus tard, après avoir frôlé la mort fin 1991.
Fin 2013 il forme le nouveau groupe California Breed, avec Jason Bonham et le jeune guitariste Andrew Watt. En 2014 Jason Bonham est remplacé par Joey Castillo l'ancien batteur de Queens of the Stone Age.
En septembre 2019, Glenn Hughes rejoint le supergroupe australien The Dead Daisies en tant que bassiste et chanteur auprès du guitariste Doug Aldrich, du batteur Deen Castronovo et du guitariste rythmique David Lowy.

## Biographie

### Trapeze
Après son premier groupe Finders Keepers, il fonde Trapeze à la fin des années 60 avec ses amis Mel Galley et Dave Holland (futur batteur de Judas Priest). Si le groupe rencontre un succès limité au Royaume-Uni, il tourne sans cesse aux États-Unis, notamment au Texas, où il est plus apprécié. Hughes participe aux trois premiers albums de Trapeze.

### Deep Purple
Les membres de Deep Purple, depuis peu sans chanteur ni bassiste, le repèrent lors de concerts de Trapeze en 1973 et lui proposent de rejoindre le groupe comme bassiste et chanteur. Bien que David Coverdale soit recruté un mois plus tard comme chanteur principal, leur complémentarité vocale est un des facteurs du succès de la nouvelle formation, notamment avec l'album Burn.
À partir de 1975 il réside aux États-Unis, le plus souvent à Los Angeles, revenant ponctuellement en Europe en fonction de ses projets musicaux.

### Solo et collaborations diverses
Après sa dernière tournée avec Deep Purple en mars 1976, il commence l'enregistrement de son premier album solo (Play Me Out). Il participe à une tournée de reformation du line-up initial de Trapeze aux États-Unis à l'été 76, qui se déroule dans des conditions difficiles pour son entourage à cause de son addiction à la cocaïne, addiction contractée pendant sa période avec Deep Purple.
En 1977, il décline la proposition d'Ozzy Osbourne de rejoindre Black Sabbath en tant que bassiste, souhaitant pouvoir continuer à chanter.
Son album solo Play Me Out sort en 1977, puis il démarre en 1980 un projet avec le guitariste Pat Thrall, sous le nom Hughes/Thrall. Deux albums seront produits par le duo. Parallèlement, Gary Moore lui ouvre la porte d'une collaboration dans son projet nommé G-Force, mais une fois de plus les problèmes de drogue de Hughes en compromettent l'aboutissement et les deux hommes se quittent sur une brouille qui durera jusqu'en 1997.
En 1985, il est invité sur l'album solo de Tony Iommi et prend progressivement une part prépondérante à l'écriture des chansons. Une fois les enregistrements terminés, la maison de production décide de publier l'album sous le nom Black Sabbath, contre la volonté des principaux protagonistes. S'ensuit une tournée de promotion sous le nom Black Sabbath, qui s'avère difficile pour Glenn Hughes, contraint d'apprendre le répertoire des classiques du groupe (Iron Man, Paranoid...), toujours malade de son addiction à la cocaïne et assumant mal un surpoids récent.
Il collabore à nouveau avec Pat Thrall en 1987 pour enregistrer la chanson 'City Of Crime' pour le film Dragnet.
Début 1988 il est contacté par John Norum qui se lance dans un projet solo après le succès rencontré par son groupe Europe. Après l'enregistrement de l'album à Stockholm et une apparition à la télévision suédoise, il doit renoncer à la tournée programmée, physiquement incapable de l'assurer.
Vivant jusque-là principalement de ses royalties Deep Purple, il se retrouve à court d'argent début 1989, ayant englouti toute sa fortune en drogues. David Coverdale l'invite alors à enregistrer des chœurs sur trois morceaux de l'album Slip of the Tongue de son groupe Whitesnake, le payant grassement pour l'aider à passer le cap. Glenn Hughes entame alors doucement sa remontée de l'enfer, se met au régime mais n'est pas encore totalement sobre.
Il enregistre son deuxième album solo en 1992 (LA Blues Authority), puis participe en 1994 à une nouvelle reformation de Trapeze à l'occasion de la réédition de leurs albums en CD. Cette même année il publie son album solo From Now On et part en tournée avec une formation qui regroupe la plupart des membres d'Europe (quoique sans John Norum). Un album live issu de cette tournée est enregistré au Japon (Burning Japan Live), qui fait la part belle à ses succès de la période Deep Purple (Burn, Stormbringer, Lady Double Dealer, You Keep On Moving...) L'album témoigne d'une rare énergie et le groupe monté pour l'occasion révèle une réelle efficacité.
Pour son quatrième album solo (Feel en 1995), il invite Pat Thrall et Matt Sorum.
Tony Iommi l'appelle à nouveau en 1996 pour collaborer à son album solo The DEP Sessions, qui ne sera publié qu'en 2000.
En 1997, il subit une deuxième crise cardiaque après celle de 1991, les deux faisant suite à une prise de cocaïne. Il relate dans sa biographie que ce sont les quelques phrases de l'infirmier, dans l'ambulance qui l'emmène à l'hôpital, qui le convainquent d'arrêter définitivement sa consommation de drogues.
À partir de cet épisode, les albums solos s'enchaînent, notamment Soul Mover en 2005, qui rencontre un certain succès avec le morceau titre. Il juge lui-même cet album comme le plus authentique et le plus abouti de tout ce qu'il a pu produire jusqu'à cette date.
Les collaborations avec d'autres artistes se multiplient, souvent pour poser sa voix exceptionnelle sur un album ou simplement quelques chœurs. La nouvelle de sa rémission semble vite faire le tour du milieu et nombreux sont ceux qui le sollicitent.
En 2002, il s'associe avec Joe Lynn Turner (ex-chanteur de Rainbow) sous le nom Hughes Turner Project, avec qui il publiera deux albums studio et ainsi qu'un live entre les deux.
Il participe à nouveau en 2005 à un album solo de Tony Iommi (Fused).
En 2009, il participe en tant que chanteur au groupe éphémère Boys Club avec Keith Emerson aux claviers et Marc Bonilla à la guitare, ils sont accompagnés par Mike Wallace aussi à la guitare, Bob Birch et Mick Manan à la basse, Ed Roth aux claviers et Joe Travers à la batterie. Ils publient l'album Live from California la même année enregistré en concert, on y retrouve, entre autres, deux pièces de Emerson, Lake and Palmer, soit l'instrumentale  Hoedown du compositeur Aaron Copland et la longue suite Tarkus, ainsi qu'une reprise du classique du groupe Procol Harum, A Whiter Shade Of Pale et une autre du Allman Brothers Band, Dreams . 

### Black Country Communion
En 2007, il fait la connaissance du guitariste surdoué Joe Bonamassa lors du NAMM Show à Anaheim. Les influences rock années 1970 de Bonamassa conviennent particulièrement bien au style de Glenn Hughes et les deux musiciens se voient à plusieurs reprises pour jammer ensemble ou à l'occasion d'enregistrements pour d'autres artistes. Le producteur Kevin Shirley leur suggère le batteur Jason Bonham (dont Hughes a fréquenté le père - lequel était fan de Trapeze) et le claviériste Derek Sherinian pour monter un vrai groupe. La nouvelle formation s'épanouit dans un style hard rock très proche de celui de Led Zeppelin et Deep Purple.
Le premier album de Black Country Communion sort en 2010, suivi du second en 2011, puis du troisième (Afterglow) fin 2012. Glenn Hughes affirme avoir trouvé le groupe de sa vie, un équilibre musical et personnel, enfin débarrassé de ses anciens démons.
Début 2013, alors que Black Country Communion effectue sa tournée de promotion pour l'album Afterglow, les rumeurs de séparation ne sont que mollement démenties par les membres du groupe. Joe Bonamassa, notamment, a manifestement d'autres projets, sans exclure totalement la poursuite de BCC dans un futur plus ou moins lointain. 

### California Breed
Glenn Hughes et Jason Bonham s'associent au (plus) jeune guitariste Andrew Watt dans le groupe California Breed, dont le premier album éponyme sort au printemps 2014, suivi d'une tournée de promotion. Jason Bonham qui annonce quitter le groupe à contrecœur au mois d'août à cause notamment de ses engagements auprès de Sammy Hagar et Phil Collins est remplacé par Joey Castillo l'ancien batteur des Queens of the Stone Age.

### Intronisation au Hall of Fame
Le 8 avril 2016, Deep Purple est intronisé au Rock and Roll Hall of Fame : Glenn Hughes est récompensé en même temps que Ritchie Blackmore, Ian Gillan, Roger Glover, Ian Paice, Rod Evans, David Coverdale et Jon Lord à titre posthume. Evans et Blackmore sont absents à la cérémonie, alors que Glenn y est présent. Mais il déclarera ensuite que « Coverdale et lui ne s'entendent pas avec les membres actuels de Deep Purple ».

### The Dead Daisies
En septembre 2019, Glenn Hughes rejoint le supergroupe australien The Dead Daisies en tant que bassiste et chanteur auprès du guitariste Doug Aldrich, du batteur Deen Castronovo et du guitariste rythmique David Lowy avec lesquels il enregistre l'album Holy Ground qui paraît en janvier 2021 sur le label Spitfire Music et distribué par SPV GmbH.

## Caractéristiques vocales

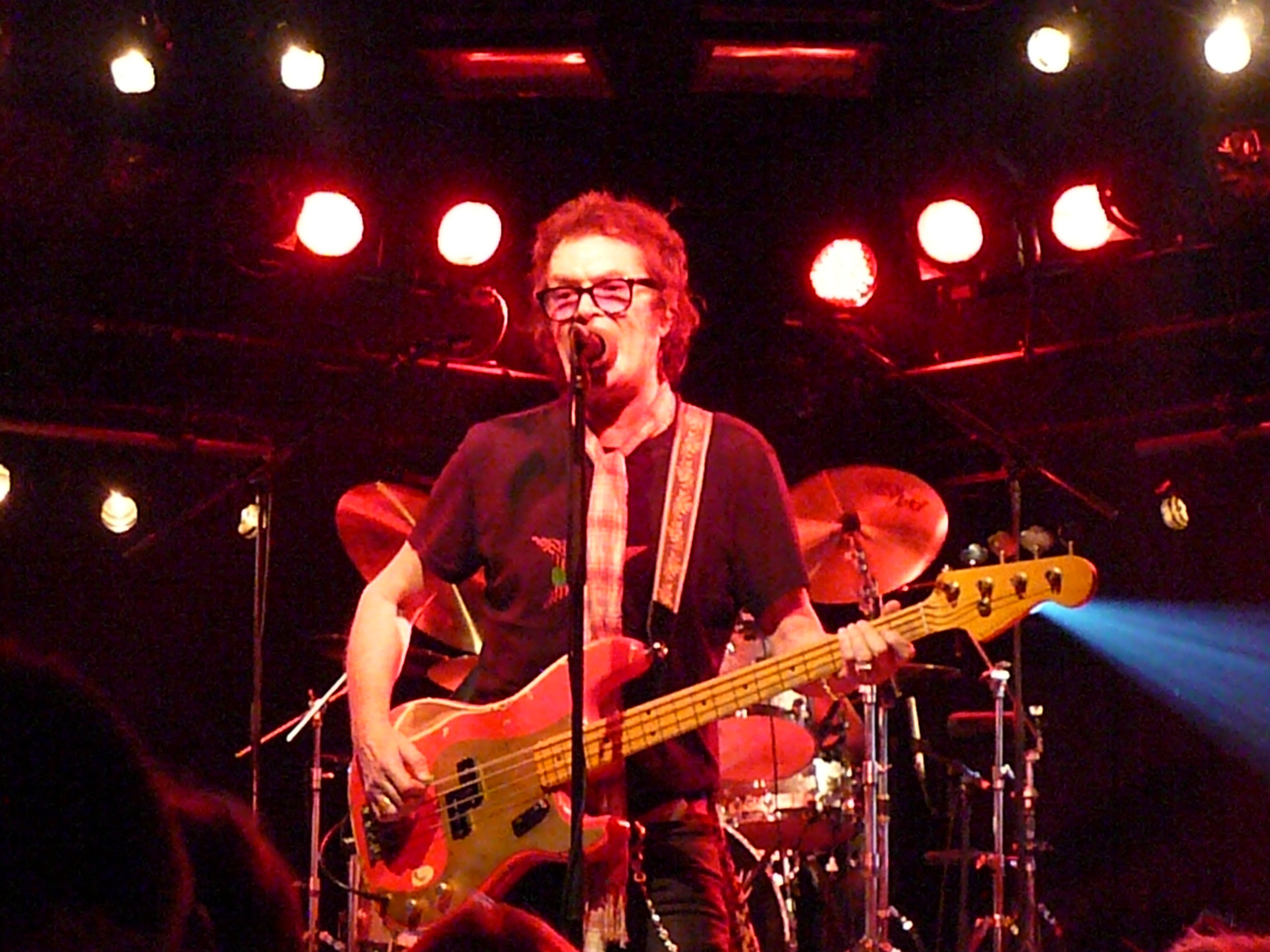
Glenn Hughes à l'Atelier de Luxembourg le 17 octobre 2010

Bassiste-chanteur accompli, surnommé « The Voice of Rock », Glenn Hughes possède une voix d'une grande amplitude pouvant monter très haut dans les aiguës, ce qui l'a d'ailleurs un temps fait pressentir pour tenir à la fois le chant et la basse dans Deep Purple. 
Ce rôle sera finalement dévolu à David Coverdale, mais une importante partie du chant sera tout de même assurée par Hughes, les deux chanteurs formant un véritable duo. Après la dissolution de Deep Purple, ils sont restés très amis et Hughes affirme que Coverdale est le seul membre de Deep Purple avec lequel il a gardé des liens.

## Discographie

### Glenn Hughes

#### Albums studio
| - Play Me Out (1977) - L.A. Blues Authority Volume II: Glenn Hughes - Blues (1992) - From Now On... (1994) - Play Me Out (Special Edition) (1995) - Feel (1995) - Addiction (1996) - The Way It Is (1999) - Return Of Crystal Karma (2000) - A Soulful Christmas (2000) | - Voodoo Hill (2000) - Days Of Avalon (2001) - Building The Machine (2001) - Songs In The Key Of Rock (2003) - Soul Mover (2005) - Freak Flag Flyin' (2005) - Music For The Divine (2006) - First Underground Nuclear Kitchen (2008) - Resonate (2016) |

| - Burning Japan Live (1994) - Different Stages...Best Of Glenn Hughes (2002) - Soulfully Live In The City Of Angels (DVD and CD) (2004) - Talk About It (1997) | - Greatest Hits: The Voice Of Rock (1996) (compilation) - The God Of Voice: Best Of Glenn Hughes (1998) - From The Archives Volume I - Incense & Peaches (2000) |

### Hughes/Thrall
- Hughes/Thrall (1982)

### Finders Keepers
- Sadie, The Cleaning Lady (single) (1968)

### Trapeze
- Trapeze (1970)
- Medusa (1970)
- You Are the Music...We're Just the Band (1972)
- The Final Swing (1973)
- High Flyers: The Best of Trapeze - best of 1970-1976 (1996)
- On the Highwire - best of 1970-1994 only studio tracks (2003)
- Welcome To The Real World Live (1992)

### Deep Purple

#### Albums studio
| - Burn (1974) - Stormbringer (1974) | - Come Taste the Band (1975) |

#### Albums en concert
| - Live in London (1974) - Made in Europe (1975) - California Jamming (1996) - Mk III: The Final Concerts (1996) - Live in Paris 1975 (2001) - Perks and Tit (2004) | - Last Concert in Japan (1976) - On the Wings of a Russian Foxbat (1995) - Deep Purple: Extended Versions (2000) - This Time Around: Live in Tokyo (2001) |

#### Compilations et démos
- 1993 : Singles A's & B's (1993)
- 2000 : Days May Come and Days May Go
- 2000 : 1420 Beachwood Drive, The California Rehearsals, Part 2

### Black Sabbath
- Seventh Star (1986)

### Black Country Communion
- Black Country (2010)
- 2 (2011)
- Afterglow (2012)
- BCCIV (2017)

### California Breed
- California Breed (2014)

### The Dead Daisies
- Holy Ground (2021)

### Participations
- Roger Glover And Guests - The Butterfly Ball And The Grasshopper's Feast (1974)
- Jon Lord - Windows (1974)
- Tommy Bolin - Teaser (1975) (Non crédité)
- Various Artists - The Wizard's Convention (1976)
- Pat Travers - Makin' Magic (1977)
- 4 On The Floor (1979)
- Climax Blues Band - Lucky For Some (1981)
- Night Ranger - Midnight Madness (1983)
- Heaven - Where Angels Fear To Tread (1983)
- Phenomena (1985)
- Gary Moore - Run For Cover (1985)
- Black Sabbath featuring Tony Iommi - Seventh Star (1986)
- Artistes Variés - Dragnet (Music From The Motion Picture Soundtrack) (1987)
- Phenomena II - Dream Runner (1987)
- Whitesnake - Slip Of The Tongue (1989)
- XYZ (1989)
- Notorious (1990)
- Artistes Variés - Music From And Inspired By The Film Highlander II: The Quickening (1990)
- L.A. Blues Authority (1991)
- The KLF - America: What Time Is Love? (single) (1992)
- Lynch Mob (1992)
- John Norum - Face The Truth (1992)
- Geoffrey Downes/The New Dance Orchestra - Vox Humana (Version Européenne) (1993)
- Sister Whiskey - Liquor And Poker (1993)
- Marc Bonilla - American Matador (1993)
- George Lynch - Sacred Groove (1993)
- Stevie Salas - Stevie Salas Presents: The Electric Pow Wow (1993)
- Mötley Crüe - S/T album: Misunderstood (1994)
- Manfred Ehlert's Amen (1994)
- Artistes Variés - Smoke On The Water: A Tribute (1994)
- L.A. Blues Authority Volume V - Cream Of The Crop: A Tribute (1994)
- Hank Davison & Friends - Real Live (1995)
- Brazen Abbot - Live And Learn (1995)
- Wet Paint - Shhh..! (1995)
- Richie Kotzen - Wave Of Emotion (1996)
- Liesegang - No Strings Attached (1996)
- Asia - Archiva 1 (1996)
- Artistes Variés - To Cry You A Song: A Collection Of Tull Tales (1996)
- Artistes Variés - Dragon Attack: A Tribute To Queen (1996)
- Amen - Aguilar (1996)
- Glenn Hughes/Geoff Downes - The Work Tapes (1998)
- Glenn Hughes, Johnnie Bolin & Friends - Tommy Bolin: 1997 Tribute (1998)
- Steuart Smith - Heaven And Earth (1998)
- Artistes Variés - Humanary Stew: A Tribute To Alice Cooper (1999)
- Artistes Variés - Encores, Legends & Paradox: A Tribute To The Music Of ELP (1999)
- The Bobaloos - The Bobaloos (1999)
- Niacin - Deep (1999)
- Erik Norlander - Into The Sunset (2000)
- Tidewater Grain - Here On The Outside (2000)
- Voodoo Hill (2000)
- Craig Erickson Project - Shine (2000)
- Nikolo Kotzev - Nostradamus (2001)
- Max Magagni - Twister (2001)
- Artistes Variés - Stone Cold Queen: A Tribute (2001)
- Artistes Variés - Another Hair Of The Dog - A Tribute To Nazareth (2001)
- Artistes Variés - Let The Tribute Do The Talking - A Tribute To Aerosmith (2001)
- Ape Quartet - Please Where Do We Live? (2001)
- Voices of Classic Rock - Voices For America (2001)
- Ellis - Ellis Three (E-III) (2001)
- HTP (Hughes Turner Project) (2002)
- HTP (Hughes Turner Project) - Live In Tokyo (2002)
- The Alchemist - Songs From The Westside (2002)
- An All Star Lineup Performing The Songs Of Pink Floyd (2002)
- Ryo Okumoto - Coming Through (2002)
- Jeff Scott Soto - Prism (2002)
- Artistes Variés - Influences & Connections, Volume 1, Mr.Big (2003)
- HTP (Hughes Turner Project) - 2 (2003)
- Chris Catena - Freak Out! (2003)
- Rata Blanca/Glenn Hughes - Vivo (2003)
- Aina - Days of Rising Doom (2003)
- Voodoo Hill - Wild Seed Of Mother Earth (2004)
- Tony Iommi - The 1996 DEP Sessions (2004)
- Tony Iommi - Fused (2005)
- Phenomena - Psycho Fantasy (2006)
- Moonstone Project - Time To Take A Stand (2006)
- The Lizards - Against All Odds (2006)
- Ken Hensley - Blood on the Highway (2007)
- Boys Club - Live from California (Avec Keith Emerson et Marc Bonilla) (2009)
- Disturbed - Baba O'Riley Hellfest (2016)
- Joe Satriani - What Happens Next (2018)